# Großsteingrab Uggeløse Skov Afd.137
Das Großsteingrab Uggeløse Skov Afd.137 ist eine megalithische Grabanlage der jungsteinzeitlichen Nordgruppe der Trichterbecherkultur im Kirchspiel Uggeløse in der dänischen Kommune Allerød.

## Lage
Das Grab liegt westlich von Lynge im Norden des Waldgebiets Uggeløse Skov, direkt östlich eines Waldwegs. In der näheren Umgebung gibt bzw. gab es zahlreiche weitere megalithische Grabanlagen.

## Forschungsgeschichte
In den Jahren 1890 und 1982 führten Mitarbeiter des Dänischen Nationalmuseums Dokumentationen der Fundstelle durch.

## Beschreibung
Die Anlage besitzt eine runde Hügelschüttung mit einem Durchmesser zwischen 6 m und 7 m m und einer erhaltenen Höhe zwischen 0,2 m und 0,3 m. Von der Umfassung sind vier Steine erhalten. Der Hügel ist stark mit Feuerstein-Grus durchsetzt.
In der Mitte des Hügels befinden sich die Reste einer wohl nordwest-südöstlich orientierten Grabkammer. Sie zeichnet sich noch als Grube mit einer Länge von 5 m und einer Breite von 2 m ab. Im Norden ist einzelner Stein (ein Wandstein?) und westlich davon der Rest eines steinernen Bodenpflasters erhalten. 2 m weiter westlich liegt ein Stein mit einer Länge von 1,5 m, einer Breite von 1 m und einer Dicke von 0,7 m. Vermutlich handelt es sich um einen verschleppten Deckstein.